# Гиляров, Сергей Алексеевич
Сергей Алексеевич Гиля́ров (11 (23) января 1887 — 8 февраля 1946) — преподаватель Киевского университета, искусствовед, хранитель Музея западного и восточного искусства в Киеве, репрессированный после войны. Сын философа Алексея Никитича Гилярова.

## Биография
С 1915 по 1923 год преподавал в киевских гимназиях. Затем преподавал сначала в КИСИ, а потом в КГХИ. Так же работал искусствоведом в музее. Составил научный каталог Музея искусств ВУАН, собирает потерянные старые и новые шедевры для музея, занимал должность заместителя директора по науке и Хранителем. Делал открытия мирового уровня, такие как:
- В портрете графа Головкина, сделанном французской художницей XVIII века, распознал и идентифицировал изображение последнего польского короля Станислава Понятовского.
- В 1928 г. распознает шедевр мирового значения, работу Лукаса Кранаха Старшего «Адам и Ева» в огромной (почти два метра в высоту и полтора в ширину) грязной и обшарпанной доске, сохранявшей ещё остатки красочного слоя. Картина была найдена под лестницей в Троицкой церкви, на Васильковской улице в Киеве. Сначала находилась в Киевской Лавре на временной выставке, а затем передана в Киевский музей искусств Украинской Академии наук, где работал тогда С. А. Гиляров. В процессе реставрации картины стало ясно, что первоначально это были две отдельные картины — диптих. Соответственно она была разделена на две доски. При расчистке картины была обнаружена и характерная «подпись» Кранаха — изображение змея с гребнем на спине и кольцом в носу. Вскоре после того, как диптих был отреставрирован и атрибутирован, в музей явилась специальная Комиссия представителей Госторга РСФСР и УССР, которая внесла диптих в список работ, предназначенных для продажи за границей (в рамках принятой Политбюро программы получения валюты за счёт продажи шедевров Западного искусства). С. А. Гиляров всеми возможными силами противостоял изъятию диптиха, слал телеграммы в различные инстанции, отказывался выдавать шедевр, ставший гордостью музея. Им была написана, а Всеукраинской академией быстро издана на украинском языке (с французским резюме) брошюра «Новонайденное произведение Кранаха в Музее искусства ВУАН» (Киев. 1929). Однако силы были неравными: 29 августа 1929 года «Адам» и «Ева» были переданы уполномоченному Госторга для отсылки в ленинградскую контору «Антиквариат». В мае 1931 г. диптих был продан на аукционе в Берлине за сумму, слегка превышающую 10 тысяч долларов. Затем диптих находился у голландского антиквара Жака Гудстиккера, а после войны попал в США (подробно о судьбе диптиха). В настоящее время находится в США, в музее Нортона Саймона (г. Пасадена, Калифорния)
- и другие.

Знаток мировой культуры был не выездным и был ограничен в литературе, однако вёл переписку с коллегами на иностранных языках. Данного было достаточно, чтобы ещё в 1933 арестовать и посадить. Во время войны Гиляров пытается сохранить экспонаты но предотвратить планомерное и тщательное разграбление киевского Эрмитажа немецкими оккупантами он не может. После войны коллекция возрождалась, и картины возвращались к себе в дом. B августе 1944 года музей был открыт для посетителей. Гиляров получил должность директора Киевской музейной группы. Затем был обвинён в пособничестве немцам, посажен в тюрьму и 8 февраля 1946 умер в больнице Лукьяновской тюрьмы от истощения, а по другим сведениям от воспаления лёгких.
После себя оставил сына — Гилярова Меркурия Сергеевича.

## Ученики
Учеников было много, среди них в Киевском национальном университете строительства и архитектуры такие как: Асеев Ю. С., Василевич Г. М., Ежов В., Кривоглаз О. Б., Самойлович В. П., Тищенко Н. П.; в КГХИ, где преподавал историю искусств: Каракис И. Ю., Билецкий П. А., Молошенко О. М.

## Публикации
- К вопросу о децентрализации художественных собраний // Куранты. 1918. № 3;
- Каталог збірок Музею мистецтв ВУАН. К., 1927; 1931;
- Новознайдений твір Кранаха в Музеї мистецтв Всеукраїнської академії наук. К., 1929;
- Архітектура Києва передвоєнної доби // Соціаліст. Київ. 1936. № 4; Рафаель. К., 1936;
- Леонардо да Вінчі: Альбом. К., 1937; Оноре Дем’є. К., 1937; Донателло. К., 1938;
- Гойя (Іспанський художник-портретист): Нарис життя і творчості. К., 1938; Ампір // АРУ. 1940. № 1;
- Музей западного искусства в Киеве // Искусство. 1940. № 1.

## Оценки творчества
Так отозвался о своём учителе Тищенко Н. П.: 

Само преподавание предмета, связанного с искусством, предполагает и манеры, и состояние души, и даже позу во время сидения

## Адрес
- ул. Толстого, 43, кв. 1, 1 этаж. г. Киев[5]

## Память
- в 1996 году недалеко от Национальной Академии изобразительного искусства и архитектуры установлен мемориальный памятник жертвам репрессий.

На бронзовой табличке монумента среди имён репрессированных есть имя Сергея Гилярова. Каждый год возле памятника проходит церемония посвящения в студенты этого ВУЗа. (Памятник находится по адресу г. Киев, ул. Смирнова-Ласточкина, около д. 20, метро: «Лукьяновская», «Золотые ворота»).
- Периодически устраиваются конференции посвящённые Сергею Гилярову[2].